# Nivillers
Nivillers – miejscowość i gmina we Francji, w regionie Hauts-de-France, w departamencie Oise.
Według danych na rok 1990 gminę zamieszkiwało 217 osób, a gęstość zaludnienia wynosiła 28 osób/km² (wśród 2293 gmin Pikardii Nivillers plasuje się na 781. miejscu pod względem liczby ludności, natomiast pod względem powierzchni na miejscu 626.).